# Quartier d'Uccle-centre
Le quartier d'Uccle-centre est un quartier commercial et résidentiel de la commune bruxelloise d'Uccle. Il est le siège de la maison communale, place Jean Vander Elst.